# 에베르톤 데 비냐델마르

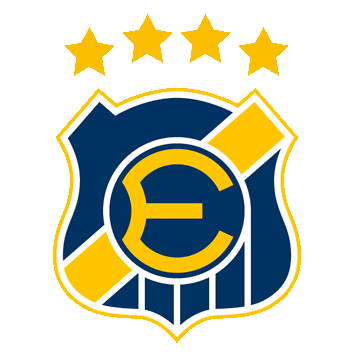

에베르톤 데 비냐델마르(Everton de Viña del Mar)는 칠레에 위치한 비냐델마르를 연고로 하는 축구팀이다. 이 팀은 1909년에 창단하였다.

## 선수 명단

### 현역
참고: FIFA 자격 규정에 따라 소속된 국가대표팀 국기를 표시합니다. 선수는 복수의 FIFA 비회원국 국적을 가지고 있을 수 있습니다.
| 번호 | 포지션 | 국적 | 이름            |
| ---- | ------ | ---- | --------------- |
| 6    | MF     |      | 알바로 마드리드 |

| 번호 | 포지션 | 국적     | 이름              |
| ---- | ------ | -------- | ----------------- |
| 23   | FW     | 우루과이 | 디에고 에르난데스 |

## 역대 감독
| 감독            | 임기        |
| --------------- | ----------- |
| 페르난도 리에라 | 1983 ~ 1984 |
| 로베르토 센시니 | 2020 ~ 2021 |